# Microgramma squamulosa
Microgramma squamulosa é uma espécie de Samambaia pertencente ao gênero Microgramma. Em alguns lugares do Brasil é conhecida como cipó-cabeludo.